# Diocesi di Assidona
La diocesi di Assidona (in latino Dioecesis Assidonensis) è una sede soppressa e sede titolare soppressa della Chiesa cattolica.

## Storia
Assidona, che corrisponde oggi alla città spagnola di Medina-Sidonia, fu un'antica sede episcopale del regno dei Visigoti, che perdurò durante l'occupazione omayyade ed il califfato di Cordova, per poi scomparire con l'arrivo degli Almohadi nel 1142.

### L'epoca visigota
Non si hanno notizie di una diocesi a Assidona in epoca romana o bizantina, ma solo dopo la conquista visigota. Il suo territorio fu presumibilmente sottratto a quello dell'arcidiocesi di Siviglia, di cui Assidona era suffraganea, e si estendeva su gran parte del conventus Gaditanus e su porzioni del conventus Hispalensis.
Il primo vescovo noto è Ruffino, che prese parte al concilio di Siviglia del 619, presieduto dal metropolita sant'Isidoro.
Segue il vescovo Pimenio, il cui nome, di origine greca, fa supporre che nel VII secolo era ancora forte l'influenza bizantina nella regione. Pimenio partecipò ai concili di Toledo del 633 e del 638, mentre a quello del 646 fu rappresentato dal sacerdote Wilesio. Tre epigrafi dedicatorie menzionano il vescovo Pimenio: la prima ricorda la dedicazione di una basilica a Assidona il 16 dicembre 630; la seconda, la dedicazione di una basilica a Vejer de la Miel nel 16º anno del pontificato di Pimenio; la terza, la dedicazione di una basilica a Alcalá de los Gazules nel 33º anno del suo episcopato. Lo studio della cronologia di queste epigrafi porta a datare a giugno/novembre 629 l'inizio dell'episcopato di Pimenio, che era ancora in carica il 5 giugno 662.
Terzo vescovo conosciuto di Assidona è Teoderazio, che fu presente ai concili di Toledo del 681, del 683 e del 688. Di questo vescovo è rimasta un'epigrafe che ricorda la dedicazione di una basilica a Vejer de la Miel, nel 7º anno del suo episcopato. Alcuni studiosi hanno voluto datare questa epigrafe al 674, cosa che farebbe risalire al 667 l'inizio del suo pontificato.
L'ultimo vescovo del periodo visigoto di Assidona è Geronzio, che fu presente al concilio di Toledo del 693.
Oltre alle epigrafi già citate, il territorio dell'antica diocesi ne ha restituite diverse, tra cui quella di Servanda, virgo dicata Deo (vergine consacrata a Dio), morta a 30 anni il 19 maggio 649. L'epigrafe rivela l'esistenza a Assidona di un monastero femminile, dove viveva Servanda. Il concilio di Siviglia del 619 aveva regolamentato i monasteri femminili, posti sotto l'autorità di un monaco. Questo fa presupporre che Assidona ospitasse anche un monastero maschile.

### L'epoca araba
Nel 711 gli arabi passarono lo stretto di Gibilterra e iniziarono la conquista della penisola iberica, che pose fine alla dinastia visigota. Assidona fu conquistata nel 712, ma ciò non mise fine alla diocesi, che continuò a sussistere fino a metà circa del XII secolo.
Di questo periodo oscuro sono noti pochissimi vescovi. Miro, Asidonensis sedis episcopus, è documentato nell'862, quando partecipò a un sinodo a Cordova, durante il quale fu giudicato il monaco Sansone.
Verso la metà del X secolo la sede fu occupata dal vescovo Stefano, zio di Giovanni, che fu a sua volta vescovo, prima di Cartagena e poi di Cordova, dove è attestato nel 988.
L'ultimo vescovo noto di Assidona è l'anonimo che fuggì a Toledo quando la città fu conquistata dagli Almohadi nel 1142.
La città di Assidona fu riconquistata dai cristiani nel 1264, ma la diocesi non venne più restaurata, e il suo territorio fu suddiviso tra le sedi di Siviglia e di Cadice.

### La sede titolare
Dal 1969 al 1980 Assidona è stata una sede vescovile titolare della Chiesa cattolica. Il titolo fu assegnato in tre sole occasioni: a Edward Quentin Jennings, vescovo dimissionario di Fort William (oggi diocesi di Thunder Bay) in Canada; a Dante Bernini, vescovo ausiliare di Albano; a Aldo Garzia, vescovo coadiutore di Molfetta, Giovinazzo e Terlizzi.
La sede titolare fu soppressa il 3 marzo 1980 contestualmente all'erezione della diocesi di Jerez de la Frontera, che porta nel nome latino il doppio titolo Assidonensis-Ierezensis; tuttavia, nonostante il nome, la diocesi di Jerez non comprende Medina-Sidonia, che è invece parte della diocesi di Cadice e Ceuta.

## Cronotassi

### Vescovi residenti
- Ruffino † (menzionato nel 619)
- Pimenio † (giugno/novembre 629 - dopo il 5 giugno 662 deceduto)
- Teoderazio † (prima del 674 - dopo il 688)
- Geronzio † (menzionato nel 693)
- Miro † (menzionato nell'862)
- Stefano † (metà del X secolo)
- Anonimo † (circa 1142)

### Vescovi titolari
- Edward Quentin Jennings † (18 settembre 1969 - 23 novembre 1970 dimesso)
- Dante Bernini † (30 ottobre 1971 - 10 luglio 1975 nominato vescovo di Segni)
- Aldo Garzia † (7 ottobre 1975 - 18 marzo 1978 succeduto vescovo di Molfetta, Giovinazzo e Terlizzi)